# Бошняково (шахта)
Шахта «Бошняково» — ныне не существующая угольная шахта в селе Бошняково Сахалинской области. Шахта «Бошняково» отрабатывала Бошняковское каменноугольное месторождение она являлась сверхкатегорийной, опасной по пыли, опасной по внезапным выбросам, все пласты склонны к самовозгоранию.

## История
Месторождение было открыто в 1920-е годы, через некоторое время были пущены в работу первые штольни шахты. Немногим позже японцы построили узкоколейную железную дорогу протяженностью около 4 километров, тем самым связав шахту и порт для отправки угля. После перехода южного Сахалина под контроль СССР шахта получила современное название. В 1950-х железная дорога находящаяся в подчинении шахты была электрифицирована. 18 июня 1997 году на шахте произошла авария, 4 горняка погибли. Добыча угля прекратилась, встал вопрос о закрытии шахты. Шахта была закрыта в 1998 году, также началась ликвидация ведомственной железной дороги. Сразу после этого был создан ОАО «Бошняковский угольный разрез», предприятие ведущее добычу открытым способом на угольном разрезе в 5 километрах от посёлка, вблизи истоков реки Мутная.
В настоящее время добычу угля на Бошняковском угольном разрезе ведет УК «Сахалинуголь» производительность разреза составляет 250 тысяч тонн угля в год.

## Железная дорога при шахте
Узкоколейная железная дорога была построена японцами. Скорее всего, она была открыта одновременно с шахтой. Основным назначением узкоколейной железной дороги на протяжении всего времени её существования была доставка угля из шахты в морской порт. 
Узкоколейная железная дорога была рассчитана на длительную эксплуатацию. В районе порта имелась высокая насыпь и путепровод над автомобильной дорогой.
В «японские» времена и в первые послевоенные годы на наземном участке узкоколейной железной дороги (протяжённостью около 4 километров) работали паровозы. 
Позднее в 1952 году узкоколейная железная дорога была полностью электрифицирована. Под землёй работали шахтные контактные электровозы К14 и аккумуляторные электровозы. 
На участке шахта — морской порт работали шахтные контактные электровозы, переоборудованные для наземных условий работы. Тепловозов на узкоколейной железной дороге не было. 
Легковесные рельсы «японского» периода истории были заменены вначале рельсами Р24, затем — Р32. Ширина колеи составляла 750 мм (возможно, в «японские» времена она была другой). 
Локомотивное депо «наземного» участка находилось между шахтой и портом, недалеко от жилой части посёлка. Узкоколейная железная дорога являлась единственной электрифицированной наземной железной дорогой Сахалина.
В 1990-х годах в связи с нерентабельностью добычи угля объём грузоперевозок на узкоколейной железной дороге неуклонно сокращался. 
Железная дорога разобрана, через некоторое время после закрытия шахты.